# 羅浩銘
羅浩銘（英語：Ken Law Ho Ming，1983年6月20日—），香港電視及電影演員，2011年出道，經紀公司為天下一藝人管理有限公司（One Cool Artist Management Co. Ltd.），前無綫電視基本藝人合約男藝員。

## 簡歷
羅浩銘早年在香港就讀小學，後赴加拿大入讀 David Thompson Secondary School，畢業於西門菲沙大學犯罪學學士學位。他15歲開始健身練習拳擊，自此練得一身肌肉，20歲開始連續三年獲得加拿大省級跆拳道金牌。他精通跆拳道、西洋拳、泰拳、京翻、詠春、綜合格鬥、巴西柔術等，擅長多種功夫及格鬥技術，24歲回流香港發展。
2011年憑無綫電視節目《功夫新星》出道，開始接拍電視劇集，及後於多套電影中擔任動作演員。2013年在電影《激戰》中與主角彭于晏對戰，及後亦參與電影《魔警》、《赤盜》、《天師鬥殭屍》，能操流利英語有助參與荷里活巨製《變形金剛4》、《致命追擊》等擔任動作演員。
2017年加入天下一藝人管理有限公司成為天下一旗下藝人。
2018年，接受訪問時透露於入行前父親因病去世，臨終前他對爸爸承諾要將演員夢走到最後。亦透露畢業於溫哥華名校西門菲莎大學修讀犯罪學，表示當初夢想是做一名律師。
近年接拍多部電影和電視劇，如《明日戰記》、《犯罪現場》、《怒火》、《假冒女團》、《特技人》、《十八年後的終極告白》等等，並於《假冒女團》首次擔任電影動作設計及電影策劃，此外他亦擔任多部電影和電視劇的動作設計及動作指導，如《凶宅清潔師》、《繩角》、《惡人當道》等等。

## 電視劇（無線電視）
| 首播   | 劇名                 | 角色                | 備註         |
| ------ | -------------------- | ------------------- | ------------ |
| 2013年 | 神鎗狙擊             | 金毛（第19集）      |              |
| 2014年 | 使徒行者             | 阿棠（覃歡喜手下）  |              |
| 2014年 | 再戰明天             | 張Sir               |              |
| 2015年 | 拆局專家             | 細頭                |              |
| 2015年 | 枭雄                 | 阿 南（龔嘯山手下） |              |
| 2016年 | 鐵馬戰車             | 熊牛                |              |
| 2016年 | 城寨英雄             | 慢鞭                |              |
| 2016年 | 為食神探             | 權                  |              |
| 2016年 | 巨輪II               | 泰臣                |              |
| 2016年 | 律政強人             | 石啟南              |              |
| 2017年 | 乘勝狙擊             | 歐陽                |              |
| 2017年 | 心理追兇 Mind Hunter | 羅祖                |              |
| 2017年 | 賭城群英會           | 坤仔（刀疤王手下）  |              |
| 2017年 | 同盟                 | 豺狼                |              |
| 2018年 | 特技人               | 楊少聰              |              |
| 2018年 | 兄弟                 | Mr. T               |              |
| 2019年 | 鐵探                 | Eddy                |              |
| 2020年 | 十八年後的終極告白   | 關泰臣              |              |
| 2020年 | 使徒行者3            | 阿虎                |              |
| 2021年 | 智能愛人             | K                   |              |
| 2021年 | 把關者們             | Rock                |              |
| 2022年 | 凶宅清潔師（J2首播） | Billy               | 兼任動作設計 |
| 2022年 | 黯夜守護者           | 范錦良（翻啄）      |              |
| 2023年 | 隱形戰隊             | 李琛                |              |

## 電影
| 年份          | 名稱                             | 角色                       | 備註               |
| ------------- | -------------------------------- | -------------------------- | ------------------ |
| 2012年        | 《大武當》                       |                            |                    |
| 2012年        | 《紮職》                         |                            |                    |
| 2013年        | 《控制》                         | 魔鬼下屬                   |                    |
| 2013年        | 《激戰》                         | 盧卓文                     |                    |
| 2013年        | 《掃毒》                         | 僱傭兵                     |                    |
| 2013年        | 《魔警》                         | 阿銘                       |                    |
| 2013年        | 《變形金剛4》                    | 動作演員                   | 好萊塢電影         |
| 2013年        | 《天師鬥殭屍》                   | 屍王                       |                    |
| 2014年        | 《少年英雄》                     |                            |                    |
| 2014年        | 《Z風暴》                        | 蔡子彬                     |                    |
| 2014年        | 《致命追擊》                     | 動作演員                   | 好萊塢電影         |
| 2015年        | 《赤道》                         | 反恐特勤隊                 |                    |
| 2015年        | 《壹獄壹世界：高登闊少踎監日記》 | 動作演員                   |                    |
| 2015年        | 《迷城》                         | 小虎                       |                    |
| 2016年        | 《刑警兄弟》                     | 金狼手下                   |                    |
| 2016年        | 《使徒行者》                     | 藍博文手下                 |                    |
| 2016年        | 《危城》                         | 許林                       |                    |
| 2016年        | 《沖天火》                       | 亞力                       |                    |
| 2017年        | 《春嬌救志明》                   | 壯丁                       |                    |
| 2017年        | 《黑白迷宮》                     | 黑牛                       |                    |
| 2018年        | 《L風暴》                        | Derek                      |                    |
| 2019年        | 《P風暴》                        | Derek                      |                    |
| 2019年        | 《犯罪現場》                     | 阿銘                       |                    |
| 2020年        | 《家有囍事2020》                 | 二傻                       |                    |
| 2021年        | 《怒火》                         | 何偉樂（可樂）             |                    |
| 2021年        | 《假冒女團》                     | Lisa                       | 兼任策劃及動作設計 |
| 2021年        | 《G風暴》                        | Derek                      |                    |
| 2022年        | 《明日戰記》                     | B16區空戰部隊015戰機隊成員 |                    |
| 2024年        | 《填詞L》                        | Ivan                       |                    |
| 未上映/拍攝中 | 《風林火山》                     | 悍匪槍手                   |                    |
| 未上映/拍攝中 | 《追夢男女》                     |                            |                    |
| 未上映/拍攝中 | 《尋秦記》                       |                            |                    |
| 未上映/拍攝中 | 《守闕者》                       |                            |                    |
| 未上映/拍攝中 | 《觸電》                         |                            |                    |

## 電視節目
- 2011年：無線電視《功夫新星》
- 2012年：香港電台《功夫傳奇II之再戰江湖》第4集南北螳螂
- 2013年：無線電視《TVB凝聚力量節目巡禮2013》
- 2013年：無線電視《歡樂滿東華2013》
- 2013年：無線電視《萬千星輝賀台慶》
- 2016年：無線電視《我愛香港》
- 2017年：肥東吃喝玩樂 – 江門站
- 2018年：無線電視《萬千星輝賀台慶》
- 2018年：香港電台RTHK《義想天開》郊野搜索隊
- 2020年：無線電視《萬千星輝賀台慶》

## 微電影
- 2019年：《The returning》／角色：阿強／導演：李志毅
- 2019年：《Reborn》／角色：龍／ 導演：文國棟

## 外部連結
- 羅浩銘的Facebook專頁
- 羅浩銘的新浪微博
- 羅浩銘的Instagram帳戶
- YouTube上的羅浩銘頻道
- 羅浩銘在香港影庫上的簡介